# Fran Drescher
Francine Joy Drescher, detta Fran (New York, 30 settembre 1957), è un'attrice statunitense.
Negli anni novanta è diventata nota per il ruolo di Fran Fine (Francesca Cacace nell'adattamento italiano), nella sitcom La tata.

## Biografia
Nata nel Queens (New York) in una famiglia ebraica, da sempre intenzionata a diventare attrice, studia presso la Hillcrest High School e contemporaneamente frequenta un corso di recitazione, dove conosce Peter Marc Jacobson, futuro produttore, che nel 1978 diventa suo marito (i due divorzieranno nel 1999). Dopo altri lavori, come la parrucchiera e l'estetista in un salone di bellezza di sua proprietà, fa il suo debutto cinematografico a diciannove anni, nel 1977, con un piccolo ruolo nel film cult La febbre del sabato sera con John Travolta.
Nel 1981 prende parte al film Ragtime, per la regia di Miloš Forman e per tutti gli anni ottanta recita in numerose commedie per lo più inedite in Italia del filone goliardico collegiale, tra cui This Is Spinal Tap, per la regia di Rob Reiner (1984) e Il grande regista (1989), dove recita al fianco di Kevin Bacon. Nello stesso periodo appare in molte serie e sitcom di successo come Saranno famosi, Dalle 9 alle 5, orario continuato, Il mio amico Ricky, Casalingo Superpiù, Giudice di notte e Disneyland. Negli anni novanta appare anche nelle serie ALF, Linea diretta e Dream On, continuando a recitare in film per la tv e per il cinema.
Ma è nel 1993 interpretando la spigliata e provocante Fran Fine (Francesca Cacace nell'adattamento italiano) nella sitcom La tata, di cui è produttrice insieme al marito, che raggiunge la popolarità planetaria. Qui interpreta una venditrice di cosmetici porta a porta che viene assunta da un affascinante milionario per badare ai suoi tre figli. Grazie a questa serie, Fran Drescher mette in luce la propria travolgente forza comica, e ottiene uno straordinario successo. La tata, che le ha permesso di lavorare anche come autrice, produttrice e regista di alcuni episodi, chiude i battenti nel 1999 dopo sei fortunate stagioni. Per il cinema recita ancora in film come Cadillac Man (1990) di Roger Donaldson, e Jack (1996) di Francis Ford Coppola, entrambi con Robin Williams, L'amore è un trucco (1997) di Ken Kwapis, di cui è protagonista e produttrice, e Ho solo fatto a pezzi mia moglie (2000) di Alfonso Arau, con Woody Allen.
Nel 2005 è di nuovo protagonista in TV nella sitcom A casa di Fran, di cui è anche produttrice, e interpreta Fran Reeves, madre divorziata che vive una relazione con un giovane ragazzo. I bassi ascolti costringeranno a chiudere la serie dopo la seconda stagione. Nel 2011 l'attrice torna in televisione con Happily Divorced, una sitcom in cui racconta la sua personale esperienza di divorzio da Peter Marc Jacobson (che insieme a lei produce questa serie) dopo che quest'ultimo si dichiarò bisessuale. Fran e Peter sono rimasti comunque degli ottimi amici. Anche questa sitcom chiude dopo la seconda stagione. Nel 2014 Fran Drescher fa il suo debutto a Broadway interpretando la matrigna di Cenerentola nel musical Cinderella di Rodgers e Hammerstein. Nel 2017 è stata una delle sette donne di successo omaggiate da Yvonne Sciò, che aveva recitato in due episodi de La tata, nel suo documentario Seven Women. Si è dedicata spesso anche al doppiaggio di serie animate e nel 2020 ha recitato nella sitcom Indebted della NBC, cancellata però dopo una sola stagione.

## Vita privata
Nel gennaio 1985 è protagonista di un drammatico fatto di cronaca: due malviventi armati irrompono nell'appartamento di Los Angeles della Drescher e di Jacobson. Mentre uno di questi svaligia la casa, l'attrice e una sua amica vengono violentate dall'altro rapinatore sotto la minaccia di una pistola. Inoltre Jacobson viene brutalmente picchiato, legato, e costretto ad assistere alle violenze. Occorrono svariati anni perché la Drescher si riprenda dal trauma, ed altri ancora prima che si senta pronta a parlare dello stupro con la stampa.
Nel corso di un'intervista concessa a Larry King, l'attrice ha dichiarato che sebbene la violenza sessuale sia stata un'esperienza traumatica, ha trovato la forza di trasformarla in qualcosa di positivo. Nel suo libro Cancer Schmancer, l'attrice scrive: «La mia vita intera è stata incentrata sul tramutare cose negative in positive». Il suo assalitore, in libertà vigilata all'epoca del crimine, tornato in seguito in prigione, fu condannato a due ergastoli.
Dopo aver divorziato dal primo marito Peter Marc Jacobson, nel 2014 l'attrice è convolata a nozze con lo scienziato indiano Shiva Ayyadurai, ma nel 2016 la coppia si è separata.

## Filantropia e attivismo

### Beneficenza contro il cancro e altre malattie
Nel 2000 scopre di soffrire di un cancro all'utero, dopo due anni di visite mediche e ripetuti consulti. L'attrice combatte con successo la malattia e in seguito si impegna, creando una specifica fondazione chiamata Cancer Schmancer, a sostenere le donne che si scoprono malate di cancro, come il suo libro autobiografico che tratta appunto della malattia. 
In seguito a ciò, nel 2009 intraprese cui la collaborazione con organizzazioni sanitarie e gruppi di donne per aumentare la consapevolezza dei problemi di salute delle donne, la consapevolezza e la rilevazione del cancro e l'empowerment e la difesa dei pazienti. Il suo primo viaggio è stato a fine settembre e ha incluso tappe in Romania, Ungheria, Serbia e Polonia.
Nell'aprile 2014, Drescher ha presentato al Broadway Cares/Equity Fights AIDS Easter Bonnet Competition con Bryan Cranston, Idina Menzel e Denzel Washington, dopo aver raccolto donazioni al suo spettacolo di Broadway Cenerentola.

### Attivismo politico e sociale
Da sempre sostenitrice del Partito Democratico, ha appoggiato pubblicamente Barack Obama per la rielezione nel 2012. Nel 2017 ha dichiarato in un'intervista di essere esplicitamente anticapitalista. Nel 2020 sostiene attraverso i suoi canali social il candidato alla presidenza Joe Biden.
Nel 2015 Drescher è diventata un ministro ordinato presso il Monastero della Chiesa della Vita Universale, in modo da poter officiare legalmente cerimonie nuziali LGBT.
Il 2 settembre del 2021 viene eletta presidente della Screen Actors Guild, sindacato rappresentante il mondo del cinema, della televisione e della radio.
Il 26 giugno 2023 la stessa Drescher e il direttore esecutivo nazionale Duncan Crabtree-Ireland hanno confermato che i membri avevano votato per lo sciopero e che lo sciopero sarebbe iniziato il 14 luglio; Questo è stato il primo sciopero che ha coinvolto attori dell'industria cinematografica e televisiva dal 1942.

## Filmografia

### Attrice

#### Cinema
- La febbre del sabato sera (Saturday Night Fever), regia di John Badham (1977)
- American Hot Wax, regia di Floyd Mutrux (1978)
- The Hollywood Knights, regia di Floyd Mutrux (1980)
- Gorp, regia di Joseph Ruben (1980)
- Ragtime, regia di Miloš Forman (1981)
- Doctor Detroit, regia di Michael Pressman (1983)
- This Is Spinal Tap, regia di Rob Reiner (1984)
- Young Lust, regia di Gary Weis (1984)
- The Rosebud Beach Hotel, regia di Harry Hurwitz (1984)
- It Had to Be You, regia di Joseph Bologna, Renée Taylor (1989)
- Il grande regista (The Big Picture), regia di Christopher Guest (1989)
- UHF - I vidioti (UHF), regia di Jay Levey (1989)
- Wedding Band, regia di  Daniel Raskov (1990)
- Cadillac Man - Mister occasionissima (Cadillac Man), regia di Roger Donaldson (1990)
- Colpo grosso a Little Italy (We're Talkin' Serious Money), regia di James Lemmo (1992)
- Una volante tutta matta (Car 54, Where are You?) (1994)
- Jack, regia di Francis Ford Coppola (1996)
- L'amore è un trucco (The Beautician and the Beast), regia di Ken Kwapis (1997)
- Ho solo fatto a pezzi mia moglie (Picking Up the Pieces), regia di Alfonso Arau (2000)
- Santa's Slay, regia di David Steiman (2005)
- La metamorfosi del male (Wer), regia di William Brent Bell (2013)
- Safe Spaces, regia di Daniel Schechter (2019)
- The Creatress, regia di Jason Cook (2019)
- The Christmas Setup, regia di Pat Mills (2020)
- Marty Supreme, regia di Josh Safdie (2025)

### Televisione
- Stranger in Our House - film TV (1978)
- Summer of Fear - film TV (1978)
- Saturday Night Live  - serie TV, un episodio (1978)
- Saranno famosi - serie TV, 1 episodio (1982)
- I'd Rather Be Calm - serie TV, 1 episodio (1982)
- Dalle 9 alle 5, orario continuato - serie TV, 1 episodio (1983)
- P.O.P. - serie TV, 1 episodio (1984)
- Il mio amico Ricky - serie TV, 1 episodio (1985)
- 227 - serie TV, 1 episodio (1985)
- Casalingo Superpiù - serie TV, 2 episodi (1985-1986)
- Giudice di notte - serie TV, 1 episodio (1986)
- Charmed Lives - serie TV, 3 episodi (1986)
- Once a Hero - serie TV, 1 episodio (1987)
- Disneyland - serie TV, 1 episodio (1988)
- What's Alan Watching? - special TV (1989)
- La vita dietro l'angolo - film TV (1989)
- The Tracey Ullman Show - serie TV, 1 episodio (1989)
- ALF - serie TV, 1 episodio (1990)
- Hurricane Sam - film TV (1990)
- Linea diretta - serie TV, 1 episodio (1990)
- Dream On - serie TV, 1 episodio (1991)
- Princesses - serie TV, 8 episodi (1991)
- Civil Wars - serie TV, 1 episodio (1992)
- Attacco all'America - film TV (1993)
- La tata (The Nanny) - serie TV, 145 episodi (1993-1999)
- The Simple Life - serie TV, 1 episodio (1998)
- Good Morning, Miami - serie TV, 3 episodi (2003)
- Squadra Med - Il coraggio delle donne - serie TV, 1 episodio (2004)
- Le cose che amo di te - serie TV, episodio 3x18 (2005)
- Una miss tutta tonda (Beautiful Girl) - film TV (2005)
- A casa di Fran (Living with Fran) - serie TV, 26 episodi (2005-2006)
- Law & Order: Criminal Intent - serie TV, 1 episodio (2006)
- Live from Lincoln Center - serie TV, 1 episodio (2008)
- Entourage - serie TV, 1 episodio (2008)
- Happily Divorced serie TV, 34 episodi (2011-2013)
- Broad City - serie TV, 1 episodio (2017)
- Alone Together - serie TV, 1 episodio (2017)
- Indebted - serie TV, 12 episodi (2020)
- Coming Out Colton - serie TV, 1 episodio (2021)
- Dawn - serie TV (2023)

### Doppiatrice
- Hotel Transylvania, regia di Genndy Tartakovsky (2012)
- Hotel Transylvania 2, regia di Genndy Tartakovsky (2015)
- Hotel Transylvania 3 - Una vacanza mostruosa (Hotel Transylvania 3: Summer Vacation), regia di Genndy Tartakovsky (2018)
- Hotel Transylvania - Uno scambio mostruoso (Hotel Transylvania: Transformania), regia di Derek Drymon e Jennifer Kluska (2022)

## Doppiaggio
- Golem femminile in I Simpson
- Wanna in The Reef - Amici per le pinne

## Doppiatrici italiane
Nelle versioni in italiano delle opere in cui ha recitato, Fran Drescher è stata doppiata da:
- Lorenza Biella in La tata[7], Ho solo fatto a pezzi mia moglie, A casa di Fran, Le cose che amo di te
- Cinzia De Carolis in Cadillac Man, Jack, Una miss tutta tonda
- Serena Verdirosi in Doctor Detroit
- Alessandra Cassioli in Santa's Slay
- Veronica Pivetti in L'amore è un trucco
- Adriana Libretti in Squadra Med - Il coraggio delle donne
- Roberta Pellini in Entourage
- Jasmine Laurenti in Happily Divorced
- Cristina Giolitti in Law & Order - Criminal Intent
- Beatrice Margiotti in Dawn

Da doppiatrice è sostituita da:
- Graziella Polesinanti in Hotel Transylvania, Hotel Transylvania 2, Hotel Transylvania 3 - Una vacanza mostruosa, Hotel Transylvania - Uno scambio mostruoso
- Roberta Greganti in The Reef - Amici per le pinne